# Heloderma meksykańska
Heloderma meksykańska (Heloderma horridum) – gatunek dużej jaszczurki z rodziny helodermowatych (Helodermatidae) występującej na terenie Ameryki Północnej, głównie w Meksyku i Gwatemali. Oprócz helodermy arizońskiej jest jedynym żyjącym obecnie przedstawicielem rodziny Helodermatidae, obejmującej jaszczurki blisko spokrewnione z waranami.
Helodermy meksykańskie zasiedlają przede wszystkim suche lasy kserofityczne, cierniste lasy i zarośla, a na terenach niżej położonych – lasy dębowe. Żywią się głównie jajami i niewielkimi kręgowcami. Helodermy są jadowite, jednak ich ukąszenie rzadko jest groźne dla życia człowieka, a ofiara przeważnie opuszcza szpital po upływie doby. Niektóre składniki jadu są wykorzystywane w przemyśle farmaceutycznym.
Helodermy meksykańskie nie są bezpośrednio narażone na wyginięcie, jednak zagrożony jest podgatunek H. h. charlesbogerti, którego całkowita populacja liczy około 200 zwierząt.

## Morfologia
Heloderma meksykańska to dość duża jaszczurka – długość od pyska do kloaki u samców wynosi średnio 38,3 cm, a łącznie z ogonem – około 67 cm. Ważą przeciętnie 833 g. Samice osiągają mniejsze rozmiary – mierzą średnio 60,9 cm (34,6 cm od pyska do kloaki), a ich masa wynosi około 2/3 kg. Niektóre osobniki mogą jednak przekraczać 1 m długości i ważyć ponad 2 kg.
Charakterystycznymi cechami heloderm są duże, okrągłe osteodermy znajdujące się na grzbietowej stronie głowy, tułowia, kończyn i ogona. Łuski są ubarwione ciemnogranatowo z wieloma nieregularnymi pomarańczowożółtymi plamami. Czaszka jest masywnie zbudowana, z dużymi miejscami przyczepu mięśni i gruczołami jadowymi w żuchwie, pysk zaokrąglony i czarno ubarwiony. Oczy niewielkie i wyłupiaste. Język heloderm meksykańskich jest gruby, na końcu rozwidlony i ubarwiony różowo. Kończyny są stosunkowo krótkie, wszystkie palce zakończone mocnymi, zakrzywionymi pazurami. Ogon służy jako magazyn tłuszczu i nie odłamuje się równie łatwo jak u większości innych jaszczurek, a złamany nie regeneruje się. Samce mają dłuższe ogony niż samice. Hemipenis jest mały i niepodzielony.

## Taksonomia i ewolucja
Heloderma meksykańska została opisana w 1829 roku przez Arenda Wiegmanna pod nazwą binominalną Trachyderma horridum. Dokładne miejsce zebrania okazu typowego jest niepewne, wiadomo jednak, że znajduje się w meksykańskim stanie Morelos, w okolicach miasta Huajintlán. Wiegmann spostrzegł, że nazwa Trachyderma jest już zajęta, i jeszcze w tym samym roku przeniósł T. horridum do nowo nazwanego rodzaju Heloderma. Nazwa ta pochodzi od greckich słów helos („ćwiekowana”) oraz derma („skóra”) i odnosi się do osadzonych w skórze osteoderm. Nazwa gatunkowa horridum oznacza „straszliwy”.
|  | H. h. alvarezi       |
|  |                      |
|  | H. h. charlesbogerti |
|  |                      |

|  | H. h. exasperatum |
|  |                   |
|  | H. h. horridum    |
|  |                   |

|  | H. h. alvarezi       |
|  |                      |
|  | H. h. charlesbogerti |
|  |                      |

|  | H. h. exasperatum |
|  |                   |
|  | H. h. horridum    |
|  |                   |

|  | H. h. alvarezi       |
|  |                      |
|  | H. h. charlesbogerti |
|  |                      |

|  | H. h. exasperatum |
|  |                   |
|  | H. h. horridum    |
|  |                   |

|  | H. h. alvarezi       |
|  |                      |
|  | H. h. charlesbogerti |
|  |                      |

|  | H. h. exasperatum |
|  |                   |
|  | H. h. horridum    |
|  |                   |

|  | H. h. alvarezi       |
|  |                      |
|  | H. h. charlesbogerti |
|  |                      |

|  | H. h. exasperatum |
|  |                   |
|  | H. h. horridum    |
|  |                   |

|  | H. h. alvarezi       |
|  |                      |
|  | H. h. charlesbogerti |
|  |                      |

|  | H. h. exasperatum |
|  |                   |
|  | H. h. horridum    |
|  |                   |

|  | H. h. alvarezi       |
|  |                      |
|  | H. h. charlesbogerti |
|  |                      |

|  | H. h. exasperatum |
|  |                   |
|  | H. h. horridum    |
|  |                   |

|  | H. h. alvarezi       |
|  |                      |
|  | H. h. charlesbogerti |
|  |                      |

|  | H. h. exasperatum |
|  |                   |
|  | H. h. horridum    |
|  |                   |

Helodermy należą do nielicznej obecnie rodziny jadowitych jaszczurek Helodermatidae, która jeszcze w trzeciorzędzie była szeroko rozprzestrzeniona w Ameryce Północnej i co najmniej do późnego eocenu miała swoich przedstawicieli w Europie. Helodermowate są powszechnie zaliczane do grupy Varanoidea, obejmującej również m.in. rodzinę waranowatych. Dokładne pokrewieństwo wewnątrz Varanoidea pozostaje niejasne, jednak większość naukowców zgadza się, że takson ten składa się z dwóch głównych grup: Monstersauria, której jedynymi współczesnymi przedstawicielami są helodermy, oraz kladu obejmującego rodzaje Varanus i Lanthanotus (przez niektórych naukowców zaliczane do rodziny Varanidae, a przez innych do odrębnych Varanidae i Lanthanotidae). Analizy filogenetyczne wykorzystujące cechy molekularne sugerują jednak, że Helodermatidae są bliżej spokrewnione z padalcowatymi i Shinisauridae, niż z waranami. Niektórzy naukowcy w ogóle wyłączali Monstersauria z Varanoidea.
Heloderma meksykańska obejmuje cztery podgatunki różniące się budową czaszki, łusek i ubarwieniem: typowy H. h. horridum, H. h. alvarezi i H. h. exasperatum, opisane przez Bogerta i Martína del Campo w 1956, oraz H. h. charlesbogerti, nazwany w 1988 roku przez Campbella i Vanniniego. Analizy DNA mitochondrialnego potwierdziły odrębność tych podgatunków, sugerując, że należą one do dwóch linii ewolucyjnych – H. h. alvarezi–H. h. charlesbogerti i H. h. exasperatum–H. h. horridum. Różnice w sekwencjach genomu mitochondrialnego pomiędzy nimi wynosiły od 1% pomiędzy H. h. alvarezi a H. h. charlesbogerti do 9,8% pomiędzy H. h. exasperatum a H. h. charlesbogerti. Ostatni wspólny przodek podgatunków alvarezi i charlesbogerti żył prawdopodobnie około 3,02 mln lat temu, exasperatum i horridum – 4,42 mln lat temu, a ostatni wspólny przodek wszystkich czterech podgatunków – około 9,71 mln lat temu. Reiserer, Schuett i Beck (2013) w swojej rewizji gatunku H. horridum podnieśli jego cztery podgatunki do rangi odrębnych gatunków.

## Biologia i etologia

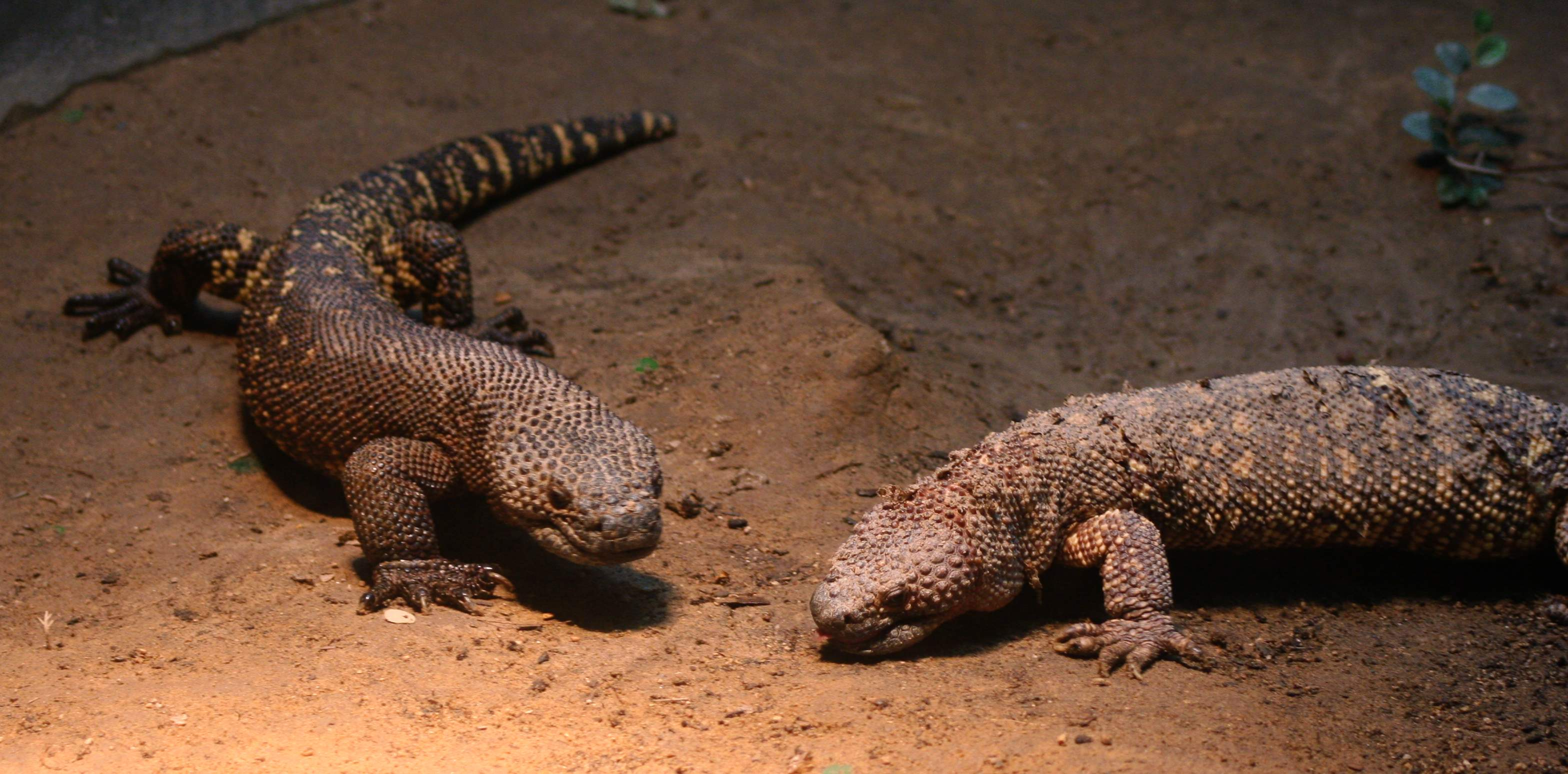
Dwie helodermy meksykańskie w Buffalo Zoo

Helodermy meksykańskie zasiedlają przede wszystkim suche lasy kserofityczne, cierniste lasy i zarośla, a na terenach niżej położonych – lasy dębowe. Są jaszczurkami aktywnymi w dzień – największa aktywność przypada na godziny 16–20, a mniejsza – na 7–10. Średnia miesięczna temperatura ciała helodermy podczas odpoczynku w norze waha się od 19,9 °C w grudniu do 28,5 °C w lipcu. Najniższą temperaturę ciała H. horridum zanotowano w styczniu (17,7 °C), a najwyższą – w lipcu (37,2 °C). Zwierzę jest aktywne, gdy temperatura jego ciała wynosi 22,5–36 °C. Helodermy meksykańskie są aktywniejsze od arizońskich – na powierzchni ziemi spędzają przeciętnie 121 godzin rocznie, podczas gdy arizońskie – 75 godzin. Maksymalna prędkość osiągana przez przedstawicieli obu tych gatunków jest zbliżona i wynosi około 1,7 km/h. Większość jaszczurek rozwija co najmniej dziesięciokrotnie większą szybkość. Prawdopodobnie helodermy utraciły zdolność do szybkiego biegu ze względu na swoje przystosowania obronne, obejmujące skryty tryb życia i jad. Są jednak stosunkowo wytrzymałe – przy temperaturze ciała około 31 °C potrafią biegać z prędkością 1 km/h przez około 16 minut.
Po nadejściu lata helodermy estywują, a budzą się podczas lipcowych lub sierpniowych obfitych opadów deszczu i rozkwitu roślinności. Większość dnia spędzają przeważnie w norach bądź jamach, które wykopują same lub zajmują już gotowe. Helodermy polują na owady i plądrują gniazda gadów, ptaków i ssaków, gdzie zjadają młode zwierzęta i jaja. Przeważnie heloderma chwyta jajo i miażdży je w szczękach, po czym połyka wraz ze skorupką. Niekiedy w momencie połykania jajo nie jest jeszcze w pełni zmiażdżone. Obserwowano również przypadki, w których jaszczurki rozbijały jaja poza jamą gębową i wypijały jego zawartość. Pokarm zdobywają nieregularnie i często poszczą przez długi czas, korzystając z zapasów tłuszczu zgromadzonych w ogonie. Głównym zmysłem, którym helodermy posługują się podczas polowania, jest węch. Wrażenia węchowe odbierają za pomocą rozdwojonego języka, skąd docierają one do niezwykle czułego narządu Jacobsona, mieszczącego się w głębi podniebienia.

### Rozmnażanie
Gody i kopulacja najwcześniej odbywają się u H. h. horridum, od maja do lipca, a najpóźniej – we wrześniu–listopadzie – u H. h. exasperatum. Przed ich rozpoczęciem samce toczą walki o samice, w trakcie których stojąc na bocznych kończynach i podpierając się ogonem tworzą ze swych ciał łuk, i splatają się z przeciwnikiem, którego próbują przewrócić na grzbiet. Samce mające dłuższy i silniejszy ogon są w stanie utworzyć wyższy łuk i mają większe szanse na zwycięstwo. Po zakończeniu okresu godowego samica składa do uprzednio wykopanej jamy od dwóch do trzydziestu jaj, przeważnie około 10. H. h. alvarezi jest mniejsza od pozostałych podgatunków, dlatego prawdopodobnie składa mniej jaj. Na całym zasięgu występowania helodermy meksykańskie wykluwają się i opuszczają gniazda wraz z nadejściem letniego monsunu, co oznacza, że niektóre jaja mogą inkubować przez około pół roku. Po wykluciu jaszczurki mierzą około 20 cm i od razu są jadowite. Dorastają po około 6–8 latach, a przeważnie żyją 20–30 lat. Przynajmniej niektóre osobniki mogą jednak żyć ponad 40 lat.

### Aparat jadowy i jad

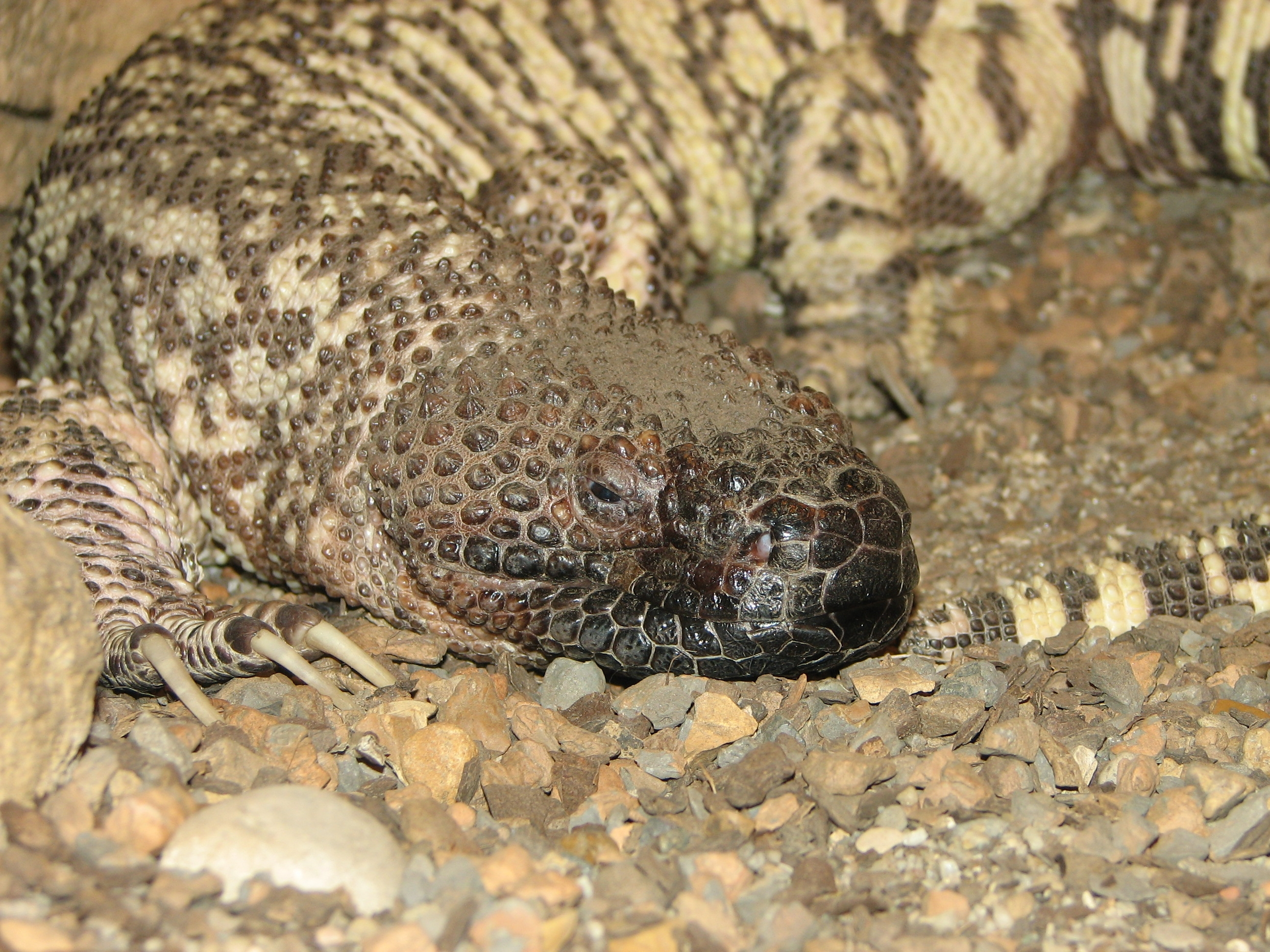
Heloderma meksykańska

W drugiej połowie XIX wieku pierwsi autorzy zasugerowali, że helodermy mogą być jadowite, jednak dopiero w latach 80. tego stulecia zbadano anatomię gruczołów jadowych i przeprowadzono eksperymenty dowodzące toksyczności wydzielin śliny dla innych zwierząt. Niektórzy autorzy podważali jednak teorię o jadowitości heloderm, a inni wprost stwierdzali, że nie wytwarzają one jadu. Dopiero w latach 20. XX wieku powszechnie zaakceptowano fakt, że helodermy są jadowite.
Przez długi czas helodermy uznawano za jedyne jadowite jaszczurki, jednak późniejsze analizy dowiodły, że system jadowy występuje powszechnie u łuskonośnych, a u współczesnych jaszczurek jest obecny również u waranów i przedstawicieli Iguania.
Aparat jadowy helodermy, podobnie jak u węży, składa się z parzystych gruczołów jadowych, będących przekształconymi śliniankami, oraz zębów. W odróżnieniu jednak od węży gruczoły jadowe tych jaszczurek zlokalizowane są na żuchwie. Mają one wiele rowkowanych zębów jadowych – 6–11 w żuchwie i 8–10 w szczęce. Największe i mające najgłębsze kanaliki zęby jadowe znajdują się w kości zębowej – mierzą do 6 mm długości. Zęby kości szczękowej są mniejsze i mają płytsze rowki. Ujścia gruczołów jadowych są oddalone od zębów, więc by jad wpłynął do ran ofiary, heloderma musi długo trzymać ją w szczękach. Często też przekrzywia głowę na boki lub przewraca się na plecy, co ułatwia spłynięcie jadu.
Spośród jadów wytwarzanych przez gady jad heloderm wyróżnia się największą liczbą bioaktywnych peptydów. Wyizolowano ich dotąd cztery: helospektynę I i II, heloderminę oraz eksendynę-3 (u H. suspectum – eksendynę-4). Jedyną toksyną krwotoczną wyizolowaną z jadu heloderm jest glikoproteina horridum toxin, występująca tylko u heloderm meksykańskich – nieco przypominająca strukturą gilatoksynę obecną w jadzie heloderm arizońskich, lecz odrębna. Jad H. h. charlesbogerti jest silniejszy niż jad pozostałych podgatunków.
Helodermy żywią się niemal wyłącznie jajami i małymi, powolnymi zwierzętami, do zabicia których jad nie jest potrzebny. Nie ma on również właściwości umożliwiających rozkład tkanek, a tym samym nie może służyć do wstępnej obróbki pokarmu. Jad wyewoluował u heloderm prawdopodobnie jako ochrona przed drapieżnikami, gdyż jaszczurki te poruszają się wolno i przeważnie nie są w stanie uciec przed zagrożeniem.
Bezkręgowce są praktycznie niewrażliwe na jad heloderm, a reakcje na niego u kręgowców różnią się: zwierzęta zmiennocieplne są na niego znacznie odporniejsze, niż stałocieplne. Dla ssaków jest w przybliżeniu równie toksyczny, co jad grzechotnika teksaskiego, a do efektów jego działania należą m.in.: gwałtowny spadek przepływu krwi w tętnicach szyjnych i ciśnienia krwi, nieregularny oddech, tachykardia, hipotermia, obrzęk, krwawienia wewnętrzne przewodu pokarmowego, płuc, oczu, wątroby i nerek. U psów i kotów jad może doprowadzić do wypróżnień, wymiotów, ślinotoku i obfitego łzawienia. Objawy u ludzi obejmują m.in. miejscowy obrzęk, osłabienie, zwiększoną potliwość, spadek ciśnienia krwi. Większość ofiar ukąszeń heloderm opuszcza szpital po 24 godzinach, a całkowicie powraca do zdrowia po około dwóch tygodniach, jednak w 1922 roku Marie Phisalix opisała ukąszenie helodermy arizońskiej, po którym niektóre dolegliwości utrzymywały się przez blisko 5 miesięcy. Poważniejsze przypadki wymagają 48-godzinnej hospitalizacji.
Niektóre składniki jadu heloderm, jak np. helotermina i w szczególności eksendyna-3, są wykorzystywane w przemyśle farmaceutycznym.
Helodermy są bardzo spokojnymi jaszczurkami, a do przypadków ugryzień dochodzi najczęściej przy próbach łapania lub drażnieniu – w przeważającej większości zwierząt trzymanych w niewoli. Najczęściej kąsanym miejscem ciała są ręce, zwłaszcza dłonie.

## Zagrożenia i ochrona

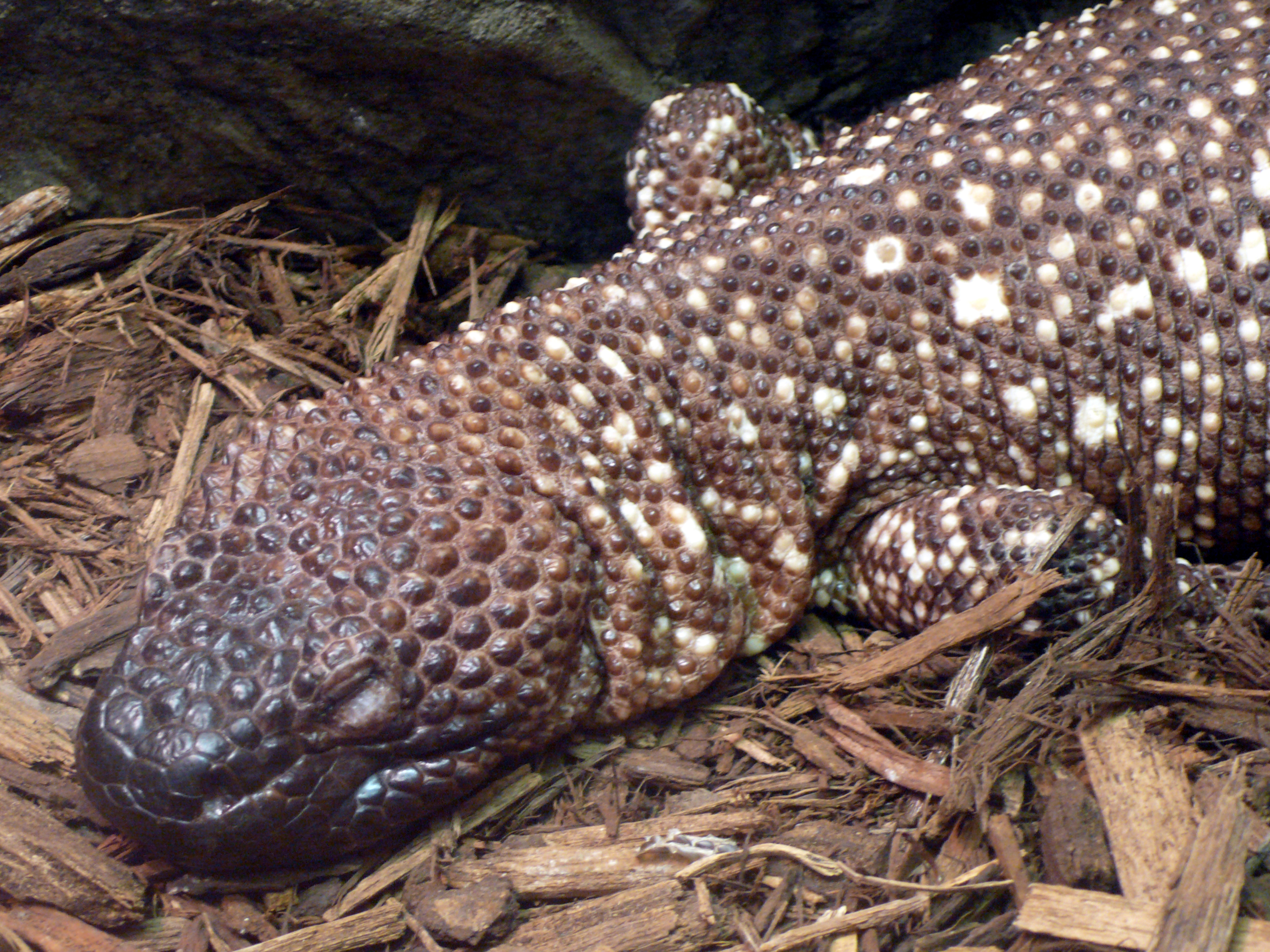
Przednia część ciała

Zasięg występowania helodermy meksykańskiej obejmuje tereny od południowej Sonory do południowo-zachodniej Gwatemali i od środkowego Chiapas do południowo-wschodniej Gwatemali. H. h. charlesbogerti występuje endemicznie w dolinie Motagua we wschodniej Gwatemali, a od pozostałych populacji heloderm meksykańskich oddziela ją około 230 km. Helodermy meksykańskie spotykane są do wysokości około 1000 m n.p.m.
Całkowita liczebność H. horridum jest prawdopodobnie wysoka, jednak zwierzę to jest rzadko spotykane. Ze względu na szeroki zasięg występowania, zasiedlanie dużej liczby obszarów chronionych i niewielkie prawdopodobieństwo szybkiego spadku liczebności w sporządzanej przez Międzynarodową Unię Ochrony Przyrody i Jej Zasobów Czerwonej księdze gatunków zagrożonych heloderma meksykańska jest klasyfikowana jako gatunek najmniejszej troski. Najbardziej zagrożonym podgatunkiem jest H. h. charlesbogerti, którego całkowita populacja obejmuje mniej niż 200 jaszczurek. Podgatunek ten znajduje się w I aneksie konwencji o międzynarodowym handlu dzikimi zwierzętami i roślinami gatunków zagrożonych wyginięciem, a pozostałe podgatunki – w aneksie II.
Głównym zagrożeniem dla heloderm meksykańskich są różnego rodzaju wylesiania, zabijanie jaszczurek przez ludzi oraz nielegalne chwytanie ich dla prywatnych hodowców.
Ze względu na wygląd i jadowitość helodermy meksykańskie były przez długi czas popularnymi zwierzętami w ogrodach zoologicznych, mimo iż rozmnażają się w nich stosunkowo rzadko. W niewoli rozmnażają się jednak przedstawiciele najbardziej zagrożonego wyginięciem podgatunku – H. h. charlesbogerti. Jego populacje są monitorowane za pomocą przekaźników radiowych zakładanych niektórym jaszczurkom.

## Heloderma meksykańska w kulturze
Ludzie interesowali się helodermami jeszcze na długo przed przybyciem europejskich kolonizatorów do Ameryki. Wielu rdzennych mieszkańców tych terenów, w tym członkowie kultur zachodniego Meksyku, uważało, że helodermy mają moce duchowe, dzięki którym potrafią wywoływać choroby. Również dzisiaj drewniane figurki (alebrijes) z Oaxaca przedstawiające helodermy ukazują je jako zwierzęta demoniczne. Dawniej uważano, że helodermy są w stanie przewidywać deszcze, co prawdopodobnie wiąże się z faktem, że na niektórych terenach jaszczurki te stają się bardziej aktywne na kilka tygodni przed deszczami i często spotyka się je na powierzchni po ich rozpoczęciu.
W 1959 roku wydany został niskobudżetowy hollywoodzki horror The Giant Gila Monster w reżyserii Raya Kellogga, opowiadający o olbrzymiej helodermie zabijającej ludzi – w roli tytułowego potwora wystąpiła jednak heloderma meksykańska (ang. beaded lizard), a nie arizońska (ang. Gila monster).